# Christer Hammargren
Christer Hammargren   (Vaggeryd, 5 d'octubre de 1944) és un ex-pilot de motocròs suec que destacà en aquest esport durant la dècada de 1960 i començaments de la de 1970. Durant la seva carrera fou un dels més reeixits participants del Campionat del Món de motocròs en 500cc, havent-s'hi classificat entre els deu primers durant cinc anys seguits. A banda, va formar part de l'equip de Suècia que guanyà el Motocross des Nations els anys 1970 i 1971, així com el Trophée des Nations el 1968.

## Trajectòria esportiva
Des de ben jove, Hammargren va agafar interès pel motocròs (el seu Vaggeryd natal era a una trentena de km de la fàbrica de Husqvarna). Quan va començar a practicar, va poder comprovar que una de les seves especialitats era córrer sobre sorra profunda. Després d'uns pocs anys de participar en competicions locals, debutà en el campionat nacional júnior. El 1964 va aconseguir la seva primera victòria important a Ulricehamn (Västra Götaland), en un circuit molt enfangat. Poc després, però, va patir un greu accident que li va provocar lesions serioses a l'esquena i el mantingué apartat de les motos molt de temps.
Un cop recuperat, Christer Hammargren anà progressant fins que, el 1967, debutà al mundial de 500cc amb tan bon peu que aquell primer any ja va aconseguir la segona posició al Gran Premi de Suècia i la setena a la classificació final del campionat. L'any següent, 1968, ja amb suport oficial de Husqvarna, fou subcampió de Suècia i desè al mundial. A més, junt amb Bengt Aberg i Bengt-Arne Bonn formà part de l'equip suec que va guanyar el Trophée des Nations, celebrat a Payerne (Suïssa).
El 1969 guanyà finalment el campionat de Suècia i aconseguí la victòria al Gran Premi de Suècia, celebrat a Strängnäs sobre un circuit molt enfangat, després de guanyar-ne ambdues mànegues. La temporada següent, 1970, protagonitzà la seva millor actuació al mundial i hi quedà cinquè. Acabada la temporada, junt amb Bengt Aberg, Arne Kring i Ake Jonsson formà part de l'equip suec que va guanyar el Motocross des Nations, celebrat a Maggiora (Itàlia). Hammargren, aquest cop amb Aberg, Jonsson i Olle Pettersson, repetí triomf a la mateixa prova el 1971, aquesta vegada a Vimmerby, a Suècia mateix. Aquell any, a més, va guanyar el seu segon campionat nacional.
De cara a 1972, Yamaha el fitxà com a pilot oficial, al costat del belga Jaak van Velthoven, per tal de disposar de dos pilots de nivell que col·laboressin en el desenvolupament de la seva nova moto de motocròs de 500cc, especialitat en què el fabricant japonès es volia introduir ja des de 1970 (Suzuki havia començat abans, el 1968), quan havia creat un prototip de 250cc amb la col·laboració de Torsten Hallman. Per a la categoria dels 250cc d'aquell any, 1972, Yamaha va fitxar Hakan Andersson, i la temporada de 1973 reforçà el seu equip de 500cc amb el també suec Ake Jonsson.
Kawasaki havia entrat al mundial de 250cc amb el suec Olle Pettersson el mateix any que Yamaha, el 1972, i es reforçà el 1973 amb Thorleif Hansen. El 1974, volent escometre la categoria de 500cc, la marca de Kobe fitxà Christer Hammargren. Aquest fou el darrer equip amb que va córrer el suec. S'hi estigué fins al 1976 i, en acabat, es retirà de les competicions. Força anys més endavant, Hammargren va començar a competir en curses de veterans.

## Palmarès internacional
| Any          | Motocicleta  | Mundial 500cc | Per equips | Per equips |
| Any          | Motocicleta  | Mundial 500cc | MXDN       | Trophée    |
| ------------ | ------------ | ------------- | ---------- | ---------- |
| 1967         | Husqvarna    | 7è            |            |            |
| 1968         | Husqvarna    | 10è           |            | 1r         |
| 1969         | Husqvarna    | 9è            |            |            |
| 1970         | Husqvarna    | 5è            | 1r         |            |
| 1971         | Husqvarna    | 6è            | 1r         |            |
| 1972         | Yamaha       | 12è           |            |            |
| 1973         | Yamaha       | 6è            |            |            |
| 1974         | Kawasaki     | 17è           |            |            |
| 1975         | Kawasaki     | 11è           |            |            |
| 1976         | Kawasaki     | 13è           |            |            |
| Total títols | Total títols | 0             | 2          | 1          |

Notes
1. ↑  La classificació consignada a MXDN i Trophée fa referència a la posició final obtinguda per l'equip estatal
2. ↑  Al total de títols s'hi compten tots els campionats internacionals guanyats, MXDN i Trophée inclosos